# Detinho
José Wellington Bento dos Santos, mais conhecido como Detinho (Chinese: 迪天奴) (Propriá, 11 de setembro de 1973), é um ex-futebolista brasileiro naturalizado honconguês que atuava como atacante. Detinho é irmão do também futebolista e atacante Bobô, ex-jogador do Boavista, de Portugal.

## Carreira
Nascido no Sergipe, Detinho começou a jogar futebol somente aos 20 anos de idade. Em 1997 trabsferiu-se para Portugal, aonde permaneceu pelos nove anos seguintes, começando com o FC Paços de Ferreira da segunda divisão, passando pelo SC Vianense do terceiro nível depois de alguns meses.
Posteriormente Detinho representou o U.D. Oliveirense e o F.C. Marco na terceira divisão. Suas performances com o último clube atraiu a atenção de SC Campomaiorense da primeira divisão e ele se transferiu para a temporada 2000-01, aonde ele respondeu marcando oito gols em 29 jogos para terminar como o artilheiro da equipe. Mesmo assim não foi o suficiente para evitar o rebaixamento da equipe naquele ano.
Detinho assinou com o Leixões SC da "categoria bronze" no final de setembro de 2001. Ele marcou dez vezes no campeonato em seu primeiro ano, somando três na campanha histórica do clube na Taça de Portugal, que terminou na final contra o Sporting Clube de Portugal (0-1, ele jogou os 90 minutos). Ele repetiu os números na temporada seguinte, ajudando a alcançar promoção. Disputou ainda a Copa da UEFA de 2002–03 pela equipe de Matosinhos, marcando na vitória por 2 a 1 em casa contra o PAOK FC pela primeira rodada (derrota de 3-5 no agregado).
Detinho foi contratado pelo South China AA em 2006 vindo do Imortal DC, depois que a equipe desistiu de sua política de "todos chineses". Ele teve uma primeira temporada muito bem sucedida na Liga da Primeira Divisão de Hong Kong, sendo escolhido a Estrela do Mês por três vezes (setembro, abril e maio), terminando em segundo na tabela de artilheiros e sendo selecionado na Lista de Melhores do ano em Hong Kong. Além disso, ele também foi eleito o melhor jogador da sua equipe.
Detinho assinou com o Citizen AA em 2009, aos 36 anos. Durante a temporada de 2010-11, em um jogo contra o Sun Hei SC, ele marcou um hat-trick na vitória por 5 a 4. Detinho atuou ainda na campanha do título da Hong Kong Senior, ajudando sua equipe a reverter uma derrota de 0 a 3 para terminar o jogo em 3 a 3, em seguida, ganhar o jogo nos pênaltis.

## Títulos
Marco
- II Divisão: 1999–00

Leixões
- II Divisão: 2002–03

Citizen
- Hong Kong Senior Challenge Shield: 2010-11